# 1969年太平洋颱風季
| 太平洋颱風季             |
| 主題頁 - 專題 - 編輯指南 |

1969年太平洋颱風季泛指在1969年全年內的任何時間，於赤道以北及國際換日線以西的太平洋水域，以及南中國海所產生的熱帶氣旋。雖然有關方面並沒有設下本颱風季的指定期限，但大部份於西北太平洋的熱帶氣旋通常都會於五月至十二月期間形成。
本條目的範圍僅侷限於赤道以北及國際換日線以西的太平洋及南海的水域。於赤道以北及國際換日線以東的太平洋水域產生的風暴則被稱為颶風，並被列入1969年太平洋颶風季。在西太平洋產生的熱帶風暴是由聯合颱風警報中心命名，國際編號為69xx。而凡進入或產生於菲律賓風暴責任範圍以內的熱帶低氣壓，菲律賓大氣地球物理和天文管理局都會為它們訂立一個菲律賓名稱，作當地警報用途；因此同一個風暴有時候會有兩個不同的名稱。
以下各熱帶氣旋資訊以熱帶氣旋存在期間的最強形態為準。

## 已被國際命名的熱帶氣旋
在1969年，有23個熱帶低氣壓形成，其中20個成為了熱帶風暴。13個成為了颱風。2個更成為了超級颱風。

### 颱風蘇姍（Susan）
PAGASA:Atring

### 颱風戴絲（Tess）
PAGASA:Kuring
一热带低气压于7月8日中午于苏禄海北部形成，7月9日0时移入南海，增强为热带风暴，并被联合台风警报中心命名为戴絲。蒂斯随后急剧增强，在南海中部达到巅峰，强度为一级台风。中心风力约有70节。戴絲于7月11日中午在越南顺化附近登陆，并迅速消散。

### 颱風維奧娜（Viola）
PAGASA:Elang
一热带低气压于7月22日于帕劳以东的太平洋洋面生成。翌日被联合台风警报中心升格为热带风暴，并命名为維奧娜。之后维奥拉急剧增强，增强为超强台风，7月26日，維奧娜达到巅峰，一度非常接近五级台风的强度，并且一度中心风力达到130节以上，并且一直维持着至少四级台风的强度，逐渐趋向中国沿海。維奧娜于7月28日23时许在广东省汕头市登陆，中心风力约有16级。之后維奧娜开始减弱，并且在29日在云浮市境内彻底消散。維奧娜在汕头登陆时带来的狂风暴雨给粤东各地带来了严重的水灾和经济损失，維奧娜登陆时给粤东地区带来的风灾被称为牛田洋风灾或七·二八风灾。

### 強烈熱帶風暴芸妮（Winnie）
PAGASA:Goring

### 颱風比蒂（Betty）
PAGASA:Huling

### 颱風柯娜（Cora）
PAGASA:Ibiang

### 颱風艾爾西（Elsie）
PAGASA:Narsing
艾爾西於1969年9月20日上午8時增強為輕度颱風，並偏西移動。次日即增強為中度颱風。22日8時颱風中心位於北緯16.5度東經151.6度，中心附近最大風速每秒45公尺，中心氣壓940百帕。24日8時颱風移到北緯19.9度東經138.0度，中心氣壓降至896百帕，風速達每秒70公尺，24日14時氣壓降至890百帕，暴風半徑廣達500公里，為颱風生命最盛時期。25日晚上8時颱風中心到達北緯23度東經129度，以每小時22公里速度向西北西移動，中心氣壓回升至918百帕。26日上午8時颱風中心氣壓930百帕，風速每秒60公尺。愛茜於26日午夜於宜蘭、花蓮之間登陸。27日上午8時自新竹附近出海，下午2時自福建登陸，隨即減弱消失。

### 颱風霍蘿茜（Flossie）
PAGASA:Openg
愛茜登陸台灣數天後，霍蘿茜開始接近台灣。它於10日1日至10月5日其間在台灣東面外海往北略過，其後加速向東北方向移動，並在10月10日於日本東面轉化為溫帶氣族。霍蘿茜所帶來的大雨一共造成75人死亡。

### 颱風琴茵（June）
PAGASA:Pining

### 颱風嘉菲（Kathy）
PAGASA:Rubing

### 強烈熱帶風暴羅娜（Lorna）
PAGASA:Saling

## 未被國際命名的熱帶氣旋
除了被命名的熱帶氣旋外，還有一些沒被命名的熱帶低氣壓的熱帶氣旋。以下列出那些熱帶氣旋的資料。

## 熱帶氣旋名單
| - Agnes - Bonnie - Carmen - Della - Elaine - Faye - Gloria - Hester - Irma - Judy - Kit - Lola - Mamie - Nina - Ora - Phyllis 1W - Rita 2W - Susan 3W - Tess 4W - Viola 5W - Winnie 6W | - Alice 7W - Betty 8W - Cora 9W - Doris 10W - Elsie 14W - Flossie 15W - Grace 16W - Helen 18W - Ida 19W - June 20W - Kathy 21W - Lorna 22W - Marie 23W - Nancy - Olga - Pamela - Ruby - Sally - Therese - Violet - Wilda | - Anita - Billie - Clara - Dot - Ellen - Fran - Georgia - Hope - Iris - Joan - Kate - Louise - Marge - Nora - Opal - Patsy - Ruth - Sarah - Thelma - Vera - Wanda | - Amy - Babe - Carla - Dinah - Emma - Freda - Gilda - Harriet - Ivy - Jean - Kim - Lucy - Mary - Nadine - Olive - Polly - Rose - Shirley - Trix - Virginia - Wendy |